# Pseudapis fayumensis
Pseudapis fayumensis är en biart som beskrevs av Baker 2002. Pseudapis fayumensis ingår i släktet Pseudapis och familjen vägbin. Inga underarter finns listade i Catalogue of Life.